# 336

## Починали
- Арий, египетски теолог.
- 7 октомври – Марк, римски папа.